# جایزه انیمه توکیو
جایزه انیمه توکیو (به انگلیسی: The Tokyo Anime Awards) در سال ۲۰۰۲ آغاز شد، اما در سال ۲۰۰۵ نامگذاری شد. مراسم اهدای جایزه اول، دوم و سوم به سادگی «مسابقه» نامگذاری شد. مراسم اهدای جوایز تا سال ۲۰۱۳ در نمایشگاه بین‌المللی انیمیشن توکیو (TAF) برگزار می‌شد. در سال ۲۰۱۴، پس از ادغام نمایشگاه بین‌المللی انیمیشن توکیو با نمایشگاه محتوای انیمه و تشکیل کنوانسیون AnimeJapan، جوایز انیمیشن توکیو به جشنواره جداگانه ای به نام جشنواره جوایز انیمیشن توکیو (TAAF) تغییر یافت.
قابل ذکر است، جوایز Open Entry برای سازندگان آماتور وجود دارد (برنده جایزه بزرگ با یک میلیون ین اهدا می‌شود). گرچه ده داور اصلی وجود دارد، اما تعداد کل داوران بیش از یکصد نفر است. گروه‌های مختلفی در داوری جشنواره شرکت می‌کنند، مانند اعضای استودیوی انیمه، اساتید دانشگاه‌ها، همچنین تهیه‌کنندگان و سردبیران مجلات مختلف.

## پویانمایی سال
تمام انیمه‌های منتشر شده از اول دسامبر تا ۳۰ نوامبر سال بعد در ژاپن کاندید می‌شوند.
در اولین سال، «جایزه بزرگ» به شهر اشباح اهدا شد.
از سال ۲۰۱۴، جشنواره جایزه انیمیشن توکیو جایزه بزرگ انیمیشن سال را در دو دسته فیلم و تلویزیون اعطا می‌کند.
| جایزه انیمه توکیو         | جایزه انیمه توکیو                   | جایزه انیمه توکیو     |
| Year                      | برنده                               | یادداشت               |
| ------------------------- | ----------------------------------- | --------------------- |
| ۲۰۰۲                      | شهر اشباح                           | Grand Prix            |
| ۲۰۰۳                      | بدون جایزه                          | بدون جایزه            |
| ۲۰۰۴                      | Mobile Suit Gundam Seed             |                       |
| ۲۰۰۵                      | قصر متحرک هاول                      |                       |
| ۲۰۰۶                      | کیمیاگر تمام‌فلزی فیلم: فاتح شامبالا |                       |
| ۲۰۰۷                      | دختری که در زمان پرش می‌کرد          |                       |
| ۲۰۰۸                      | اونگلیون نسخه جدید سینمایی: جو      |                       |
| ۲۰۰۹                      | پونیو روی صخره کنار دریا            |                       |
| ۲۰۱۰                      | جنگ‌های تابستانی                     |                       |
| ۲۰۱۱                      | آریتی                               |                       |
| ۲۰۱۲                      | بر فراز تپه شقایق                   |                       |
| ۲۰۱۳                      | فرزندان گرگ                         |                       |
| جشنواره جایزه انیمه توکیو |                                     |                       |
| ۲۰۱۴                      | باد برمی‌خیزد                        | دسته سینمایی          |
| ۲۰۱۴                      | حمله به تایتان                      | دسته مجموعه تلویزیونی |
| ۲۰۱۵                      | یخ‌زده                               | دسته سینمایی          |
| ۲۰۱۵                      | Ping Pong the Animation             | دسته مجموعه تلویزیونی |
| ۲۰۱۶                      | Love Live! The School Idol Movie    | دسته سینمایی          |
| ۲۰۱۶                      | Shirobako                           | دسته مجموعه تلویزیونی |
| ۲۰۱۷                      | صدای خاموش                          | دسته سینمایی          |
| ۲۰۱۷                      | یوری روی یخ                         | دسته مجموعه تلویزیونی |
| ۲۰۱۸                      | در گوشه‌ای از این جهان               | دسته سینمایی          |
| ۲۰۱۸                      | Kemono Friends                      | دسته مجموعه تلویزیونی |
| ۲۰۱۹                      | Detective Conan: Zero the Enforcer  | دسته سینمایی          |
| ۲۰۱۹                      | Zombieland Saga                     | دسته مجموعه تلویزیونی |
| ۲۰۲۰                      | فرزند آب‌وهوا                        | دسته سینمایی          |
| ۲۰۲۰                      | شیطان کش: کیمتسو نو یائیبا          | دسته مجموعه تلویزیونی |
| ۲۰۲۱                      | Violet Evergarden: The Movie        | دسته سینمایی          |
| ۲۰۲۱                      | Keep Your Hands Off Eizouken!       | دسته مجموعه تلویزیونی |